# 牙買加犬牙石首魚
牙買加犬牙石首魚為輻鰭魚綱鱸形目鱸亞目石首魚科的其中一種，分布於西大西洋區，從巴拿馬、大安地列斯群島至阿根廷海域，棲息深度可達70公尺，本魚上半部灰色，下半部銀色，具不顯眼的斑點，腹鰭和臀鰭常為黃色，背鰭與尾鰭鰭顏色較深。鰓蓋黑色，口大且斜，下頜稍突出，上顎具大型犬齒狀的牙齒，下巴沒有觸鬚或毛孔，背鰭硬棘11枚;背鰭軟條23-27枚;臀鰭硬棘2枚;臀鰭軟條9枚，體長可達50公分，棲息在沙泥底質近海，屬肉食性，以魚類及甲殼類為食，為高經濟的食用魚。